# Katherine Sauerbrey
Katherine Sauerbrey (5 mei 1997) is een Duitse langlaufster. Ze vertegenwoordigde haar vaderland op de Olympische Winterspelen 2022 in Peking.

## Carrière
Sauerbrey maakte haar wereldbekerdebuut op 28 december 2021 in Lenzerheide, een dag later scoorde de Duitse aldaar haar eerste wereldbekerpunten. Tijdens de Olympische Winterspelen van 2022 in Peking eindigde ze als elfde op de 10 kilometer klassieke stijl en als dertiende op de 15 kilometer skiatlon, op de 4×5 kilometer estafette veroverde ze samen met Katharina Hennig, Victoria Carl en Sofie Krehl de zilveren medaille.

## Resultaten

### Olympische Winterspelen
| Jaar | Plaats | Resultaten                                                        |
| ---- | ------ | ----------------------------------------------------------------- |
| 2022 | Peking | 11e 10 km klassieke stijl · 13e 15 km skiatlon · 4×5 km estafette |

### Wereldbeker
| Legenda | Legenda            |
| ------- | ------------------ |
| TdS     | Tour de Ski        |
| NO      | Nordic Opening     |
| LT      | Lillehammer Triple |
| RT      | Ruka Triple        |
| WBF     | Wereldbekerfinale  |
| STC     | Ski Tour Canada    |
| ST      | Ski Tour           |

Eindklasseringen
| Seizoen   | Algm | DI | SP | TdS |
| --------- | ---- | -- | -- | --- |
| 2021/2022 |      |    |    | 19e |